# Onthophagus orthocerus
Onthophagus orthocerus là một loài bọ cánh cứng trong họ Bọ hung (Scarabaeidae).